# Matrículas de automóveis de Timor-Leste

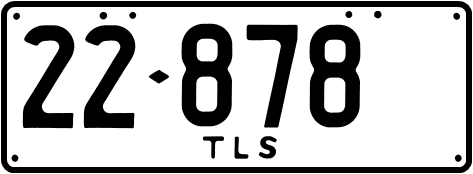
Matrícula de automóveis de Timor-Leste.

As matrículas de automóveis de Timor-Leste são feitas conforme as dimensões do padrão australiano (372 mm × 134 mm), e usam caracteres alfanuméricos nesse padrão. As matrículas consistem de cinco dígitos alfanuméricos, exibindo na sua parte inferior as letras TL ou TLS, abreviação de Timor Lorosae, o nome para Timor-Leste em Tétum. O formato atual começou a ser utilizado em 2002.

## Timor Português (1702-1975)

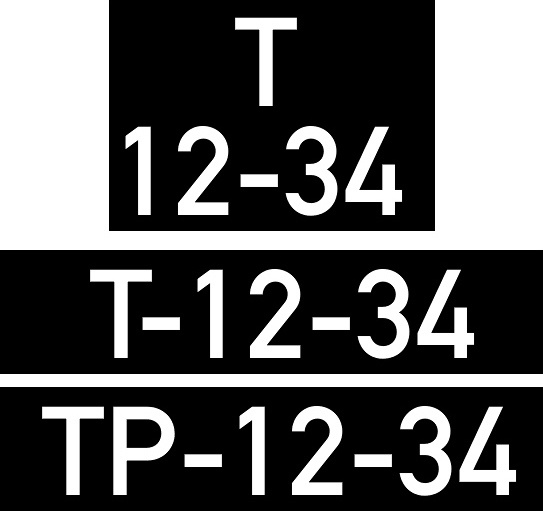
Formato de matrículas de automóveis do Timor Português.

Durante os tempos nos quais o Timor-Leste era uma colônia portuguesa, conhecida como Timor Português, os registros das matrículas eram feitos conforme o padrão vigente na Metrópole para as demais colónias, usando o prefixo T (de Timor) ou alternativamente TP, de Timor Português, usando letras brancas sobre fundo preto.

## Ocupação indonésia (1975-1999)
Imediatamente após a invasão e ocupação pela Indonésia em 1975, o Timor Português, que teve seu nome alterado para Timor Timur ("Timor-Leste" em indonésio) foi declarado a 27ª província do país. No sistema de matrículas indonésio, os registros leste-timorenses recebiam o prefixo DF.